# 科珀科夫分區 (加利福尼亞州)
科珀科夫分區（英語：Copper Cove Subdivision）是位於美國加利福尼亞州卡拉韋拉斯縣的一個非建制地區。該地的面積和人口皆未知。

## 地理
科珀科夫的座標為37°55′37″N 120°37′53″W / 37.92694°N 120.63139°W，而該地的平均海拔高度為326米（即1070英尺）。